# Targem Games
Targem Games — російський розробник відеоігор. Компанія була заснована в кінці 2001 року в Єкатеринбурзі.

## Розроблені відеоігри
- Battle Mages (2003)
- Battle Mages: Sign of darkness (2004)
- Hard Truck Apocalypse (2005)
- Hard Truck Apocalypse: Rise of Clans (2006)
- ExMachina: Arcade (2007)
- Day Watch (2007)
- GearGrinder (2008)
- Симбіонт, також видана під назвами The Swarm (2008) та MorphX (Xbox 360, 2010)
- Clutch (2009)
- Insane2 (2011)
- Armageddon Riders[1] (PSN, 2011)
- Battle vs. Chess (2011)
- Planets Under Attack (2012)